# Нідеркассель
Нідеркассель (нім. Niederkassel) — місто в Німеччині, знаходиться в землі Північний Рейн-Вестфалія. Підпорядковується адміністративному округу Кельн. Входить до складу району Райн-Зіг. Знаходиться на березі Рейна, безпосередньо на північ від Бонна.
Площа — 35,79 км2. Населення становить 38 512 ос. (станом на 31 грудня 2020).